# Kelvin Lancaster
Kelvin John Lancaster (* 10. Dezember 1924 in Sydney; † 23. Juli 1999 in New York City) war ein US-amerikanischer Ökonom.

## Leben
Kelvin Lancaster wuchs in Sydney, Australien auf und blieb diesem Land auch nach seiner Übersiedlung in die Vereinigten Staaten verbunden. 1943 ging er als Freiwilliger zur Royal Australian Air Force. Nach Kriegsende setzte er seine vielfältigen Studien fort. An der Universität Sydney studierte er Geologie und Mathematik, aber auch Englische Literatur. Neben einem Abschluss in Mathematik, erwarb er den akademischen Grad eines Masters in Englischer Literatur.
Anschließend entwickelte er als Mitarbeiter der Research Services of Australia ökonomische Indices für ein Regierungsprojekt. Er beschäftigte sich mit Wirtschaftstheorie und erreichte beim ökonomischen Abschlussexamen 1953 an der Universität London als externer Kandidat die Beurteilung First. Er erhielt eine Stelle an der London School of Economics. Dort beschäftigte er sich unter anderem mit Ressourcenallokation, der Theorie des Konsumverhaltens und Marktstrukturen. 1958 erfolgte seine Promotion (Ph.D. in economics) an der Universität London.
1961 ging er in die USA an die Johns Hopkins University. 1963 heiratete er in zweiter Ehe die Juristin Deborah Grunfeld, die Witwe von Yehuda Grunfeld.
Ab 1966 lehrte er an der Columbia University. Er betrieb Grundlagenforschung zur Theorie des unvollkommenen Wettbewerbs. Auch entwickelte er eine neue Konsumtheorie, in der er postulierte, Wirtschaftssubjekte zögen Nutzen nicht aus dem Konsum von Gütern als solchen, sondern aus den Eigenschaften dieser Güter.
Lancaster wurde als Fellow in die American Academy of Arts and Sciences und die American Economic Association gewählt.

## Veröffentlichungen
- (gemeinsam mit Richard Lipsey): The General Theory of Second Best. In: The Review of Economic Studies. Bd. 24 Nr. 1, 1956/1957, ISSN 0034-6527, S. 11–32.
- Consumer Demand: A New Approach. Columbia University Press, New York 1971, ISBN 0-231-03357-5.
- Variety, Equity, and Efficiency. Product Variety in an Industrial Society (= Columbia Studies in Economics. Band 10). Columbia University Press, 1979, ISSN 0069-6331.